# Jaguar Mark IX
O Jaguar Mark IX é um sedã de luxo de quatro portas anunciado em 8 de outubro de 1958 e produzido pela Jaguar Cars entre 1958 e 1961. Era geralmente semelhante ao Mark VIII que substituiu, mas tinha um motor maior e mais potente de 3,8 litros, freios a disco nas quatro rodas e direção de esfera recirculante assistida entre suas melhorias mecânicas.
Visualmente, as primeiras versões eram idênticas em aparência externa ao Mark VIII, exceto pela adição de um emblema cromado "Mk IX" na tampa do porta-malas. Versões posteriores tinham um conjunto de lanternas traseiras maiores com uma seção âmbar para indicação de trânsito, visualmente semelhante às lanternas traseiras do Jaguar Mark 2 menor.
Foi substituído pelo Mark X, de estilo inferior e mais contemporâneo, em 1961. 